# Bành Quang Khiêm
Bành Quang Khiêm (giản thể: 彭光谦, bính âm: Péng Guāngqiān,) là một nhà phê bình quân sự của Trung Quốc. Ông mang quân hàm Thiếu tướng Quân Giải phóng Nhân dân Trung Quốc.

## Tiểu sử
Bành Quang Khiêm sinh vào tháng 11 năm 1943, ông là người Hoàng Pha, Vũ Hán, Hồ Bắc.
- 1962-1967, ông là sinh viên khoa Lịch sử thuộc Đại học Bắc Kinh. Sau khi tốt nghiệp, ông tham gia Quân Giải phóng Nhân dân Trung Quốc
- 1968-1986, ông lần lượt được giao công tác tại Quân khu Tế Nam, Quân khu Vũ Hán và Quân khu Quảng Châu
- 1987, ông công tác tại Học viện Khoa học Quân sự Trung Quốc, chuyên về nghiên cứu chiến lược quốc tế và chiến lược quân sự.
- 1990, ông được Hội đồng nghiên cứu chiến lược Đại Tây Dương mời sang Hoa Kỳ.
- Từ năm 1990, ông tham gia ông tham gia vào các Hội thảo Hợp tác quân sự và an ninh Trung-Nhật, Trung-Đức.
- Hiện tại ông là cố vấn viên cao cấp của công ty hữu hạn cố vấn quản lý quốc tế "Tam Lược Quan sát" Bắc Kinh, Viện nghiên cứu quản lý khoa học Tam Lược, nghiên cứu viên cấp cao mạng Tam Lược Quan sát, bình luận viên thời thế cao cấp. Phó Tổng Thư ký Ủy ban Chính sách An ninh Quốc gia, Hội Nghiên cứu Khoa học Chính sách Trung Quốc. Sở thích của ông là chiến lược quốc tế.

## Quan điểm
Trong bài "Thiếu tướng Bành Quang Khiêm: Trung Quốc quyết không sợ hăm dọa bằng vũ lực" trên "hãng Thông tấn bình luận Trung Quốc", ông đã phát biểu:
| “                  | "Trung Quốc từng dạy Việt Nam một bài học, nếu Việt Nam không chân thành sẽ còn nhận bài học lớn hơn."... "nếu Việt Nam tiếp tục diễu võ dương oai, múa trên lưỡi dao, sớm muộn có ngày Việt Nam sẽ ngã trên lưỡi dao." | ” |
| — Bành Quang Khiêm | |   |